# Első intifáda
Az első intifáda palesztin felkelés volt 1987. december 8. és 1993. szeptember 13. között az izraeli megszállás alatt álló Ciszjordániában és Gázában. A konfliktus közvetlen kiváltó oka a Dzsabalja menekülttáborban történt baleset volt, melynek során egy izraeli katonai gépjármű palesztin civilek járművével ütközött, a négy utas halálát okozva. Az amúgy is feszült palesztin-izraeli felkeléshez robbanáshoz vezetett: zavargások törtek ki előbb a menekülttáborban, majd a teljes palesztin térségben. Az izraeli kormány 80 000 katonát vezényelt a térségbe; a hadsereg fellépése azonban az erőszak fokozódásához és a szélsőséges Hamász létrejöttéhez vezetett. A több mint öt évig tartó konfliktust végül az Amerikai Egyesült Államok közvetítésével tető alá hozott oslói egyezmény zárta. Az 1993 szeptemberében megkötött szerződés értelmében Izrael hozzájárult a Palesztin Nemzeti Hatóság létrehozásához, cserébe a Palesztinai Felszabadítási Szervezet (PFSZ) elismerte Izrael államiságát.

## Előzmények
A történelmi Palesztina területének közjogi státusa 1947-ig visszamenően vitás kérdést képezett a helyi zsidó és palesztin (arab) lakosság között. Az 1948-ban megvívott első arab-izraeli háború eredményeként a régió nagyobbik része a megalakuló Izrael állam fennhatósága alá került, aminek következtében a helyi arab lakosság nagy része elmenekült. A palesztin menekültek számát legkevesebb 700 000 főre teszik. Egy részük a szomszédos arab országokban lelt menedékre (főként Szíriában, Jordániában és Libanonban), míg egy jelentős hányaduk a Ciszjordániában és Gázai övezetben felállított menekülttáborokban. 
A két nép közötti területi vita a 20. század folyamán többször vezetett fegyveres konfliktusokhoz, melyben időnként a szomszédos arab országok is részt vettek. Az arab országok 1973-as jom kippuri háborúban elszenvedett vereségét követően azonban a palesztin kérdés de facto Izrael belügyi kérdésévé vált, a  palesztin fegyveresek többé nem részesültek aktív, fegyveres támogatásban a szomszédos arab országok részéről. 
1985-től az izraeli kormány politikájának eredményeként egyre hangsúlyosabbá vált a palesztinai zsidó telepek létesítése. Három év leforgása alatt a Ciszjordániában letelepedett zsidó lakosság száma a duplájára nőtt (32 000 főről 64 000 főre), ezzel párhuzamosan az ún. „Vasököl” politika jegyében több ezer veszélyesnek minősített palesztint deportáltak az időközben megszállt Dél-Libanonba (köztük Iszmáíl Hanijet, a Hamász politikai szárnyának későbbi vezetőjét). Gád Jákobi, Izrael ENSZ nagykövete szerint ezek a faktorok nagy mértékben hozzájárultak a palesztin lakosság militantizmusának növekedéséhez.
Az 1980-as évek második felében ugrásszerűen megnőtt az izraeli erőszakszervek és a palesztin lakosság közti súrlódások aránya: 1986-ban a birzeiti egyetem előtt izraeli katonák tisztázatlan körülmények között agyonlőttek két egyetemistát. Az esetet tüntetések követték, melyet az izraeli rendőrség erőszakot alkalmazva elfojtott. 1987 októberében Gázában került sor fegyveres összetűzésekre, mikor izraeli katonák végeztek a Palesztinai Iszlám Dzsihád hét tagjával, majd ismeretlen elkövető egy 17 éves gázai diáklányt lőtt le. 1987. december 8-án egy izraeli katonai jármű a Gázai övezet északi határvidékén egy palesztin gépjárműbe hajtott, a balesetben mind a négy palesztin utas életét vesztette. Az incidens a feszültség robbanásához vezetett, a kibontakozó intifáda (felkelés) kezdetét jelentve.

## A felkelés
A baleset áldozatainak temetése a dzsabaljai menekülttáborban spontán tüntetés jellegét öltötte. Ennek során Molotov-koktélos támadás ért egy járőrkocsit. Válaszként a rendfenntartók könnygázzal és éleslősszerrel támadtak a demonstrálókra, egy személyt megölve, 16-ot megsebesítve.
December 9-én a helyzet eszkalálódására válaszul a főbb palesztin politikai szervezetek vezetői (Fatah, PFLP) sajtókonferenciát tartottak Jeruzsálemben, ennek során tiltakoztak az izraeli rendfenntartók fellépése ellen. A Gázában kialakult helyzetre válaszul Ciszjordánián is tüntetési hullám söpört végig, melynek elfojtására a rendfenntartók gumibotot, könnygázat, vízágyút, robbanógolyót és éleslőszert is bevetettek, ennek eredményeként öt nap leforgása alatt hat palesztin halt meg és több mint 30 személy megsebesült. A felkelők molotov-koktélokkal és improvizált robbanószerkezetekkel válaszoltak, december 13-án az amerikai nagykövetséget is bombatámadás érte, de személyi sérülés nem történt.
Az intifáda első évében az izraeli hatóságok 142 palesztinnal végeztek, a konfliktus végéig ez a szám legkevesebb 1162 főre nőtt. Fontos ugyanakkor megemlíteni, hogy további 882 palesztint saját nemzettársaik lincseltek meg – Izraellel való kollaborációval vádolva meg őket. A konfliktus hozzávetőlegesen 100 izraeli civil halálos áldozatot követelt, akik Izrael teljes területén estek áldozatául a szórványos támadásoknak. Bár a szélsőséges Hamász megalakulására már az intifáda első évében sor került, a konfliktus alatt csak szórványosan történtek támadások izraeli célpontok ellen a szervezet részéről. A Hamász aktivitásának fellendülése inkább az osló-i egyezmény megkötése utáni időszakra tehető. 
A konfliktus lezárását az 1993-as osló-i egyezmény jelentette, melyben a PFSZ vezetője Jasszer Arafat és az izraeli miniszterelnök, Jichák Rabin megegyeztek a Palesztin Nemzeti Hatóság létrehozásáról, melynek fennhatóságát Ciszjordánia és a Gázai övezet egyes területeire terjesztették ki. Cserében a PFSZ és a vele szövetséges szervezetek elismerték Izrael államiságát, ezt a gesztust a Hamász és a Palesztinai Iszlám Dzsihád nem voltak hajlandóak megtenni. 